# Ann Tsukamoto
Pour les articles homonymes, voir Tsukamoto.
Ann Tsukamoto (née le 6 juillet 1952) est une chercheuse et inventrice américaine dans le domaine des cellules souches,. Elle est surtout connue pour avoir fait breveter un procédé permettant d'isoler la cellule souche humaine, brevet qui lui est accordé en 1991. Les travaux et les contributions d'Ann Tsukamoto permettent des avancées révolutionnaires dans le domaine de la recherche sur les cellules souches et « dans la compréhension du système sanguin des patients atteints de cancer », ce qui conduit la science et l'industrie de la recherche vers de nouveaux sommets et des découvertes de pointe. En bref, les recherches d'Ann et les inventions qui en découlent restent essentielles pour permettre un jour de guérir le cancer et les tumeurs malignes/invasives dans le corps humain .

## Biographie
Ann Tsukamoto est née en Californie, le 6 juillet 1952. Elle fréquente l'université de Californie à Los Angeles, où elle obtient un doctorat en immunologie et en macrobiologie. Cependant, elle effectue la plupart de ses travaux postdoctoraux avec Harold Varmus à l'université de Californie, campus de San Francisco, où le scientifique travaille sur le gène wnt-1 et « développe un modèle transgénique pour le cancer du sein ». On découvre par la suite que le gène wnt-1 est un acteur clé de la voie d'auto-renouvellement des cellules souches, ce qui éveille l'intérêt initial d'Ann pour la recherche sur les cellules souches en ce qui concerne les voies du cancer.
Après avoir obtenu son diplôme, Ann Tsukamoto occupe son premier poste de recherche sur les cellules souches chez SyStemix, Inc. C'est là qu'avec un groupe de scientifiques, elle découvre la cellule souche hématopoïétique humaine hHSC au début des années 1990 (cellule souche du sang). Apprendre à isoler les cellules souches est essentiel pour la recherche sur le cancer ; la transplantation de cellules souches du sang peut remplacer les cellules endommagées par les cellules cancéreuses.
Selon la National Library of Medicine, il est démontré que la hHSC purifiée est exempte de cancer lorsqu'elle est isolée à partir du « sang mobilisé hématopoïétique contaminé par le cancer de patients atteints d'un cancer disséminé », et la cellule réussit à régénérer le système de formation du sang des patients après une « chimiothérapie myéloablative », une étape cruciale vers la guérison du cancer. Pour cette innovation, Ann Tsukamoto se voit délivrer sept brevets américains, dont six sont liés à la cellule souche hématopoïétique humaine, et reçoit des distinctions scientifiques prestigieuses, ainsi qu'une reconnaissance dans toute la communauté de la recherche sur les cellules souches et au-delà pour ses contributions.